# Etimologia denumirilor românești ale păsărilor

## A
- aceră (Aquila chrysaëtos) - moștenit din Latină aquila
- aciră (Aquila chrysaëtos) moștenit din latina vulgară aquila
- acvilă (Aquila) - împrumut din latină aquila.
- albatros  (Diomedea exulans) - împrumut din franceză albatros
- alunar (Nucifraga caryocatactes) - cuvânt derivat din alună + sufixul -ar.
- aușel 1. (Regulus cristatus); 2. (Aegithalus pendulinis)  - din auș: „moș”< latină avus + sufixul -el.

## B
- babiță  (Pelecanus onocrotalus)  - din bulgară, sârbă babica; regionalism pentru pelicanul comun
- barză (Ciconia ciconia) - cuvânt autohton (cf. albaneză bardhë: „alb”)
- bâtlan (Ardea cinerea) - cuvânt împrumutat din bulgară batlan.
- bâtlănaș (Ardetta munuta) -  cuvânt derivat din bâtlan + sufixul diminutival -aș
- becață 1. (Capella gallinago); 2. (Capella media) - cuvânt împrumutat din greacă becátsa (Cf. franceză bécasse).
- bibilică (Numida meleagris) (cf. bulgară, sârbă biba)
- botgros  (Coccothraustes coccothraustes)  - din bot + gros  - din latină *botum *botium sau *bottium  și *grossus.
- bufnă (Bubo bubo) - din onomatopee
- bufniță  (Bubo bubo) -  derivat lexical din bufnă + sufixul -iță.
- buhă (Bubo bubo)  - din onomatopee

## C
- caprimulg (Caprimulgus europeus), din latină, caprimulgus, „rândunică de noapte”
- caragață (Pica caudata), coțofană - împrumut din greaca modernă: karakáxa
- cânepar (Carduelis cannabina) - substantiv format pe teritoriul limbii române din cânepă < Lat. canepa (=cannabis) + sufixul -ar.
- călifar (Tadorna)  - din bulgară kalefar
- chirighiță (Clidonias) - Cf. caragață
- cínteză (Fringilla coelebs)  –  din latina populară *cincitare  („a cânta mierla”)  (aromână: „cionă” , „cinteză”,  meglenoromână „cifincă”; alte variante dialectale române: cintez, cintiță, cintezoi, țintizoi)
- cioacă / ciucă / cioară neagră  (Corvus monedula) - probabil cuvânt autohton.
- cioară  1. (Corvus frugilegus); 2.  (Corvus cornix) - cuvânt autohton (cf. alb. sorrë, „cioară”)
- ciocănitoare (Picus viridis)  -  cuvânt creat în limba română, prin derivare, din ciocăni + sufixul -itoare
- ciocârlan (Galerida cristata) - cuvânt creat în limba română prin derivare, din cioc +-ârlă + -an
- ciocârlie (Alauda arvensis) - cuvânt creat în limba română prin derivare, din cioc +-ârlă + -ie
- ciovică / ciuvică 1. (Glaucidium passerinum);  2. (Gloreola pratincola) - cuvânt format din onomatopee, după strigătul ei: Ciovic-ciovic!
- ciovlică (Vanellus cristatus) - cuvânt format din onomatopee.
- ciucă Vezi mai sus: cioacă
- ciuf (Asio și Otus) - din maghiară csuf: „dezagreabil”, „neplăcut”
- ciuhurez (Surnia ulula ulula)  - cuvânt creat în limba română, prin compunere, din ciuf + huhurez
- cocobarză (Ciconia ciconia) cocostârc, barză - de la coco(stârc) + barză
- cocor (Grus grus) - etimologie necunoscută
- cocorel (Erythronium dens canis) - derivare lexicală din cocor + sufixul -el.
- cocostârc  (Ciconia ciconia), barză - prin compunere (contaminare lexicală) din cocor și stârc
- cocoș, masculul găinii - din slavă kokoši: „găină”
- cocoșar (Turdus pilaris); pasăre din genul sturzilor - din bulgară kokosar
- codobatură  (Motacilla alba) –   din latina populară *codabattula  (aromână: coadăbătură, cutrubatură,  meglenoromână: coadărăbătură, calabreză: codiváttula)
- codroș  (Phoenicurus)  - cuvânt creat în limba română, din coadă, moștenit din latină, coda (=cauda) + roșu, moștenit și acesta din latină, roseus
- condor  (Sarcorhamphus gryphus)  - împrumut din franceză condor
- corb   (Corvus corax) - moștenit din latina populară corvus
- coțofană  (Pica caudata) (Cf. ucraineană kucohvostyp)
- cristei  (Crex pratensis); var. cârstei, cristel, crâstei - din slavă: krastélǐ
- cristei-de-baltă (Rallus aquaticus) - compus pe teritoriul limbii române din cristei + de-baltă
- cuc (Cuculus canorus) - moștenit din latina populară cucus
- cucuvea  (Athene noctua), din greacă Κουκουβάγια / kuk(k)uvághia
- cufundac (Padiceps cristatus) - din cufunda + sufixul -ac
- cufundar 1. (Padiceps cristatus); 2. (Gavia arctica) - din cufunda + sufixul -ar

## D
- dropie  (Otis tarda) - din bulgară dropija

## E
- egretă  1. (Egretta alba),  2. (Egretta garzetta) - împrumut din franceză: aigrette, „egretă”
- erete  1. (Astur palumbarius)  2. (Falco subbuteo)  etimologie necunoscută

## F
- fazan  (Phasianus colchicus) - etimologie multiplă: franceză faisan și latină phasianus
- fluierar (Charadrius apricarius) - cuvânt obținut prin derivare lexicală din fluier (cuvânt autohton; cf. alb. floere) + sufixul -ar
- fundac  (Padiceps cristatus) - prin derivare din fund +  sufixul -ac
- furtunar (Puffinus puffinus) - cuvânt creat în limba română, prin derivare, din furtună + sufixul -ar

## G
- gáie (Milvus regalis, Milvus ater) - din latină  *lat. gavia
- gaiță 1. (Garrulus glandarius),  2. (Nucifraga caryocatactes)  - Cf. bulgară, sârbă galica; învechit gaică
- găină  (Gallus domestica) -  moștenit din latina populară *gallina
- gâscă  (Anser anser) - din bulgară găska
- ghionoaie (Picus) - Cf. alb. gjon, „cucuvea”
- grangur  (Oriolus oriolus)  -  din  latină *galgulus (=galbulus)  (variante dialectale: gángur, grángure)
- graur  (Sturnus vulgaris) - din latină *graulus (Variante dialectale: gráure)
- gruie, plural: gruie (Grus grus)  -  cuvânt moștenit din latină: grus, gruis (regionalism: vd. cocor)
- guguștiuc  (Streptopelia decaocto)  - din bulgară guguštuk

## H
- huhurez  1. (Syrnium aluco)  2. (Syrnium urelensis) - din verbul [a] huhura < onomatopee

## I
- ieruncă  (Tetrates bonasia) (cf. slavă jarenbǐ)

## L
- lăstun (Delichon urbica) - din slavă lastunǔ
- lebădă (Cygnus cygnus, olor, atratus) - din slavă lebedǐ
- lopătar - (Platalea leucorodia) - cuvânt format în limba română, prin derivare, din substantivul lopată, care este un împrumut din limba slavă lopata, + sufixul -ar

## M
- marabu (Leptoptilos crumeniferus) - împrumut din franceză marabout
- matiaș (Garrulus glandarius) - împrumut din maghiară mátyás, „gaiță”
- mierlă (Turdus torquatus)  - moștenit din latina populară *mer(u)la (cf. franceză merle: „mierlă”)
- muscar (Ficedula parva) - cuvânt fomat în limba română prin derivare: muscă + sufixul -ar

## N
- nagâț  (Vanellus vanellus)  - din onomatopee
- nandu (Rhea americana) - împrumut din franceză: nandou, care, la rândul său, este un cuvânt guarani (Brazilia).

## P
- pajură  (Aquila chrysaëtos) - împrumut din ucraineană: pažera, „ființă lacomă, nesățioasă”
- păun (Pavo cristatus) - cuvânt moștenit din latină: pavo, pavonis, în acuzativ pavonem sau împrumut fie din bulgară, fie din sârbă paun.
- pelican  1. (Pelecanus onocrotalus),  2. (Pelecanus crispus) - etimologie multiplă: greacă pelekán, latină pelecanus, franceză pélican; variantă regională / învechită: pelecan
- pescăraș (Cinclus cinclus) - din pescar (moștenit din latină: piscarius) + sufixul - aș
- pescăruș (Laridae) - din pescar (moștenit din latină: piscarius) + sufixul - uș
- pescărel 1. (Alcedo atthis); 2. (Cinclus cinclus) - din pescar (moștenit din latină: piscarius) + sufixul -el.
- petrel (Procellariidae)  - împrumut din franceză petrel, care este un împrumut din engleză pitteral.
- pietrar (Oenathe oenathe) - substantiv format pe teritoriul limbii române din piatră < Lat. petra + sufixul -ar.
- pietroșel (Oenathe oenathe) - substantiv format pe teritoriul limbii române din pietros + sufixul diminutival -el.
  - pietroșel-sur (Oenathe oenathe) - pasăre migratoare înrudită cu sturzul, mică, cenușie pe spate, galbenă-ruginie pe piept; pietrar - substantiv format pe teritoriul limbii române din pietroșel + sur.
  - pietroșel-cânepiu (Carduelis cannabina) cânepar - substantiv format pe teritoriul limbii române din pietroșel + cânepiu < cânepă + sufixul -iu.
- pitpalac - prepeliță (Coturnix coturnix) - onomatopee
- pitulice  (Troglodytes troglodytes) - derivat, în limba română, din pitula: „a (se) ascunde”, + sufixul -ice
- pițigoi  (Parus major)   ♢  din latina târzie medievală *pizzi>italiana veche>pizzo>pizzicare >pizzicato („ciupit, „pișcat”, „ciugulit”, „înțepat”) (Variante dialectale române: pițică, pițicat, pițicoiu, piț, pițiguș, pițigaie, pițigan, pișcoi)
- ploier  (Charadrius apricarius) - cuvânt obținut prin derivare lexicală: ploaie: (moștenit din latină *plovia (=pluvia)) + sufixul -ar > ploiar > ploier.
- porcăraș 1. (Charadrius apricarius); 2. (Calidris arenaria) - cuvânt obținut prin derivare lexicală: porc (moștenit din latina populară: porcus+ sufixul - ar > porcar) + sufixul -aș.
- porumbel (Columba livia; livia domestica) - derivat, în limba română, din porumb + sufixul diminutival -el, iar cuvântul românesc porumb, cu semnificația de „porumbel”, este moștenit din Latină: palumbus, „porumbel sălbatic”
- potârniche (Perdix perdix) ♢  din latina populară * perturnicula (< per[dix] + *[co]turnicula) (aromână: piturniche, pirturnică)
- prepeliță (Coturnic coturnix) - împrumut din bg prepelica.
- prigoare (Merops apiaster)  - de la verbul [a] prigori, „a (se) expune la căldura focului sau a soarelui”, „a se chinui, a se frământa, a se zbuciuma”, din bulgară pregorja;  variante: prigorie, prihor (regionalism)
- privighetoare (Luscinia megarhynchos) -  din Latină  *pervigilare> a priveghea (var. dialectale: privigheá)
- prundar  (Motacilla alba), codubatură - cuvânt creat în limba română, prin derivare din cuvântul împrumutat din slavă: prondǔ > română prund + sufixul -ar
- prundăraș (Charadius dubisu curonicus) - prin derivare din prundar + sufixul diminutival - aș
- pupăză  (Upupa epops) - cuvânt autohton,  cf. albaneză pupëzë

## R
- rață  (Anas platyrhyncos)  - cuvânt autohton (cf. albaneză rosë, sârbă raca, friulană raze)
- rândunică  (Hirundininae)  - moștenit din latina populară *hirundinella (cf. franceză hirondelle: „rândunică”)

## S
- sfrâncioc  1. (Lanius excubitor), 2. (Lanius collurio), 3. (Dendrocopus major pinetorum) - din sârbă svračak.
- sórliță / surliță,  șorliță, șurliță (Gypaëtus barbatus aureus)  - Cf. bg. usorlița
- spurcaci / spârcaci, dropie mică (Oris tetrax) - termen format pe teritoriul limbii române: spurc (< Lat. spurco, spurcare, „a murdări”, „a spurca”) + sufixul -aci de origine slavă
- stârc 1. (Ardea cinerea), 2. (Ardea purpurea), 3. (Ardeola ralloides), 4. (Egretta alba),  5. (Egretta garzetta), 6. (Nycticorax nycticorax), 7. învechit (Ciconia ciconia) - împrumut din slavă: strǔkǔ
- sticlete (Carduelis carduelis) - împrumut din sârbă steglić, bulgară stiglic
- strigă (Tyto alba guttata) - cuvânt moștenit din latină striga
- struț (Struthio camelus) - etimologie dublă: latină struthio, -onis, italiană struzzo
- sturz (Turdus musicus) -  din latina populară *turdus, pl. turdi, influențat probabil de latinescul clasic sturnus

## Ș
- șerpar  (Circaëtus gallicus gallicus) - cuvânt format în limba română din șarpe (moștenit din Latină: serpens) + sufixul -ar.
- șofrac  (Troglodytes troglodytes), pitulice (Cf. sârbă čvorak:  „graur”, švraka: „coțofană”)
- șofran (Lanius collurio), codălbiță - Cf. șofrac
- șoim (Falco) - din maghiară sólyom
- șorliță / șurliță 1. (Milvus regalis), „gaie”, 2. (Gypaëtus barbatus), „vultur”, cf. bulgară ušorlica: „gaie”;
- șurligaie  1. (Falco vespertinus vespertinus),  2. (Milvus milvus),  3. (Gypaëtus barbatus aureus)  - probabil contaminare între șurliță (Vd. sorliță) și gaie.

## T
- turturea  (Streptopelia turtur)   -  moștenit din Latină *turturella, diminutiv feminin al substantivului latin turtur, -uris: „turturea”
- turturică (Streptopelia turtur) - din turturea - sufixul diminutival -ică

## Ț
- țarcă 1. coțofană (Pica pica); etimologie: din maghiară szarka;
- țiclean 1. scorțar (Sitta europaea); 2. pițigoi (Parus maior); 3. sticlete (Carduelis carduelis), Etimologie necunoscută; cf. țiclă;
- țiclete 1. scorțar (Sitta europaea); 2. pițigoi (Parus maior); 3. sticlete (Carduelis carduelis), Etimologie necunoscută; cf. țiclă, țiclean, sticlete.

## V
- vânturel  1. (Falco tinnunculus tinnunculus), 2. (Falco peregrinus peregrinus) - cuvânt obținut prin derivarea cuvântului  românesc vânt, care este moștenit din Latină ventus
- viespar  (Pernis apivorus)  - cuvânt creat în limba română prin derivare lexicală din viespe, moștenit din Latină, vespa, + sufixul -ar
- vindereu 1. (Falco peregrinus peregrinus),  2. (Falco tinnunculus tinnunculus),  3. (Falco vespertinus vespertinus) - Cf. magh. - vándorol, vádor (sólyom).
- vrabie (Paser domesticus domesticus) - din slavă vrabij
- vultan (Gyps fulvus)  Cf. vultur; variantă regională hultan
- vultur  (Accipitridae)  - cuvânt moștenit din  Latină  * vultur, -uris

## Z
- zăgan (Gypaĕtus barbatus aureus) - din turcă zagan
- zgripțor  (Aquila heliaca) - din z +gripțor < neogreacă ghrips.